# Смерть на ринге
«Смерть на ринге» (англ. Cornered: A Life Caught in the Ring) — документальный фильм 2008 года о скандальном боксёрском бое, произошедшем в 1983 году между Луисом Ресто и Билли Коллинзом.

## Сюжет
Бой состоялся 16 июня 1983 года в нью-йоркском зале «Мэдисон-сквер-гарден» на глазах 25 тысяч зрителей. 28-летний пуэрториканец Луис Ресто бился с подававшим надежды 21-летним любимцем публики Билли «Ирландцем» Коллинзом-младшим.
По итогам десяти раундов Ресто был объявлен победителем, но Коллинз-младший, хотя и был в серьезно травмирован, довёл бой до конца. Когда же Ресто подошёл поздравить соперника, его тренер-отец Билли Коллинз-старший, пожав руку Ресто, заявил об отсутствии в его перчатках набивки.
Бой в результате был признан несостоявшимся, было начато судебное разбирательство.
В 1986 году Луис Ресто и его тренер Панама Льюис были приговорены к двум с половиной годам тюрьмы и пожизненному отстранению от участия в боксёрских поединках.
Второй секундант Ресто, имевший как и Панама Льюис непосредственно перед боем контакт с перчатками, погиб спустя девять месяцев после начала разбирательства, перед этим несколько раз меняя свои показания.
Коллинз-младший погиб через девять месяцев после боя в автокатастрофе, находясь в алкогольном опьянении, предположительно совершив самоубийство в депрессии из-за закончившейся ввиду травмы глаз боксёрской карьеры.
Коллинз-старший много лет пытался судебными спорами получить возмещение со стороны Спортивной комиссии штата Нью-Йорк, обвиняя её инспекторов в преступной халатности при контроле перчаток. Судебное дело было закрыто в 1994 году, присяжные так и не смогли вынести вердикт из-за расплывчатых формулировок правил регламентирующих деятельность инспекторов.
Спустя двадцать лет режиссёр фильма пытается выяснить — что же произошло в день рокового поединка, установить причины и виновных в произошедшем.
В ходе фильма Ресто признаёт, что знал об отсутствии набивки в перчатках, а также рассказывает о крупных ставках на этот бой, о других нечестных способах ведения боя: использовании затвердевшего бинта и допинге в виде лекарства от астмы.
После общения с врачами, создатели фильма приходят к выводу, что зрение Коллинза-младшего не было повреждено настолько сильно, что он не мог продолжать карьеру, однако, такое решение было продиктовано ему отцом, который планировал получить за тот бой страховку и значительное судебное возмещение.

## Награды
Премьера фильма состоялась в апреле 2008 года на Нэшвильском кинофестивале.
В 2010 году фильм получил Спортивную премию «Эмми» в номинации «Выдающийся документальный фильм».